# Кубок Словенії з футболу 2025—2026
Кубок Словенії з футболу 2025—2026 — 35-й розіграш кубкового футбольного турніру у Словенії. Титул захищає Целє.

## Календар
| Раунд            | Дата              | Матчі | Клуби   |
| ---------------- | ----------------- | ----- | ------- |
| Попередній раунд | 9–28 серпня 2025  | 55    |         |
| Перший раунд     | 13–27 серпня 2025 | ?     |         |
| Другий раунд     |                   | ?     |         |
| 1/16 фіналу      |                   | 16    | 32 → 16 |
| 1/8 фіналу       |                   | 8     | 16 → 8  |
| 1/4 фіналу       |                   | 4     | 8 → 4   |
| 1/2 фіналу       |                   | 2     | 4 → 2   |
| Фінал            |                   | 1     | 2 → 1   |